# لوکاس پویل
 لوکاس پویل (انگلیسی: Lucas Pouille؛ زادهٔ ۲۳ فوریهٔ ۱۹۹۴) یک تنیس‌باز اهل فرانسه است.